# It Girl
It Girl è un singolo del cantante statunitense Jason Derulo, il secondo estratto dal secondo album in studio Future History e pubblicato il 9 agosto 2011.

## Descrizione
Scritto dallo stesso Jason Derulo e prodotto da Emanuel Kiriakou, è un midtempo con influssi pop e R&B che ha riscosso il favore di molti critici per la sua buona produzione.

## Video musicale
Il video musicale, diretto da Colin Tilley, è stato girato in una villa a Malibù, affacciata sulle sponde dell'Oceano Pacifico. Il ruolo della ragazza di Derulo è rivestito da Tika Sumpter, attrice di Gossip Girl.

## Classifiche
| Classifica (2011) | Posizione massima |
| ----------------- | ----------------- |
| Australia         | 3                 |
| Belgio (Fiandre)  | 32                |
| Belgio (Vallonia) | 39                |
| Canada            | 17                |
| Danimarca         | 9                 |
| Francia           | 30                |
| Irlanda           | 3                 |
| Italia            | 13                |
| Norvegia          | 15                |
| Nuova Zelanda     | 3                 |
| Paesi Bassi       | 42                |
| Repubblica Ceca   | 35                |
| Slovacchia        | 30                |
| Stati Uniti       | 17                |
| Stati Uniti (pop) | 10                |
| Svezia            | 35                |